# Neudörfel (Räckelwitz)

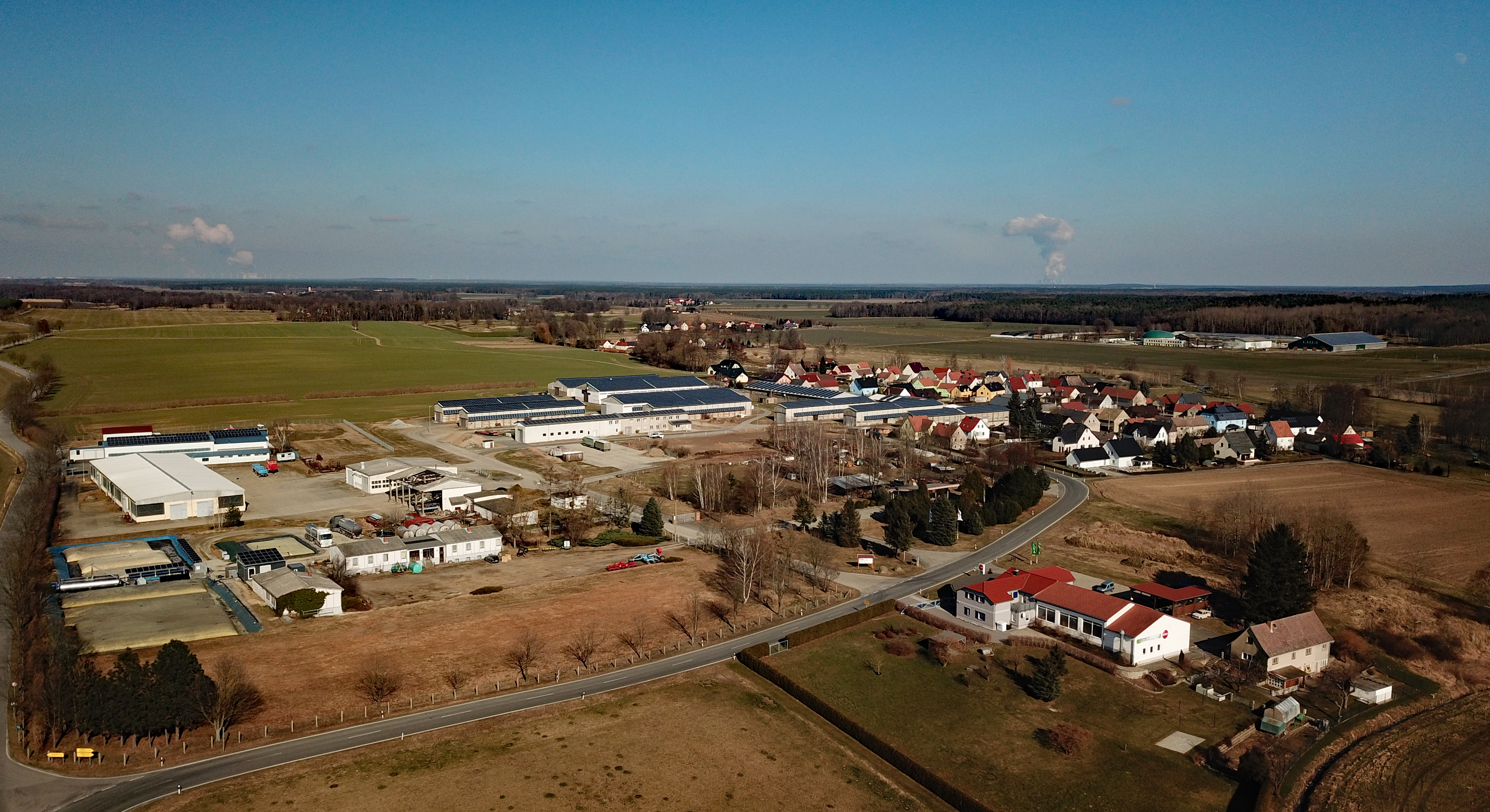
Luftbild

Neudörfel, obersorbisch Nowa Wjeska, ist ein Dorf im Zentrum des sächsischen Landkreises Bautzen. Es zählt zur Oberlausitz und gehört zur Gemeinde Räckelwitz. Der Ort zählt zum Kern des sorbischen Siedlungsgebietes und hat etwa 160 Einwohner.
Der Ortsname ist in beiden Sprachen bedeutungsgleich (nowa = „neu“, wjeska = „kleines Dorf“).

## Geographie
Neudörfel liegt 20 Kilometer nordwestlich von Bautzen und zehn Kilometer östlich von Kamenz an beiden Seiten des Klosterwassers auf 150 m ü. NN. Die nähere Umgebung im Norden und Westen – das sogenannte „Niederland“ (Delany) der ehemaligen Klosterpflege St. Marienstern – ist flach und wird landwirtschaftlich genutzt. Im Südosten erhebt sich das Gelände allerdings bis auf 200 Meter Höhe. Der Nachbarort Horka hat seinen Namen („Hügel“) von diesem Umstand. Westlich von Neudörfel (in Richtung Deutschbaselitz) erstrecken sich große Waldgebiete.
Der Ort ist ein erweitertes Gassendorf entlang des Klosterwassers, das sich von Süden nach Norden durch Neudörfel zieht. Etwa 500 Meter nördlich befindet sich die Siedlung „Teichhäuser“. Sie ist nach den Fischteichen benannt, die sich bis ins 19. Jahrhundert hinein nördlich von Neudörfel am rechten Ufer des Klosterwassers befanden und später durch Felder ersetzt wurden. Etwa einen Kilometer nordwestlich liegt die Häusergruppe „Dreihäuser“ (sorb. Horni Hajnk, „Bergförster“), der langjährige Wohnort von Jurij Brězan.
Der Flächenschwerpunkt des Landkreises Bautzen liegt in Neudörfel.

## Geschichte
Neudörfel wird erstmals 1617 als Newdorff erwähnt. Das ist für Oberlausitzer Verhältnisse relativ spät. Im 17. Jahrhundert hatte das Rittergut Räckelwitz die Grundherrschaft inne. Die heutige Namensform taucht 1768 zum ersten Mal auf.

## Bevölkerung
1890 hatte der Ort 132 Einwohner.
In seiner Statistik über die sorbische Bevölkerung in der Oberlausitz weist Arnošt Muka in den achtziger Jahren des 19. Jahrhunderts keine separaten Zahlen für Neudörfel aus. Nahezu alle Einwohner von Räckelwitz, zu dem Neudörfel gezählt wurde, waren jedoch Sorben. Auch heute spricht die absolute Mehrheit der Einwohner Sorbisch als Muttersprache.

### Religion
Die Mehrheit der Gläubigen in Neudörfel ist römisch-katholisch. Der Ort ist nach Crostwitz gepfarrt, der evangelische Anteil nach Schmeckwitz.

## Wirtschaft und Infrastruktur
In Neudörfel befindet sich das Gewerbegebiet der Gemeinde Räckelwitz.
Der Ort liegt etwas abseits der Staatsstraße 101 (A4/Uhyst am Taucher-Königswartha).

## Persönlichkeiten
- Benedikt Dyrlich, Schriftsteller, Politiker, Journalist; geboren 1950 in Räckelwitz
- Stanislaw Tillich, Politiker; geboren 1959 in Neudörfel